# WRC Fafe Rally Sprint

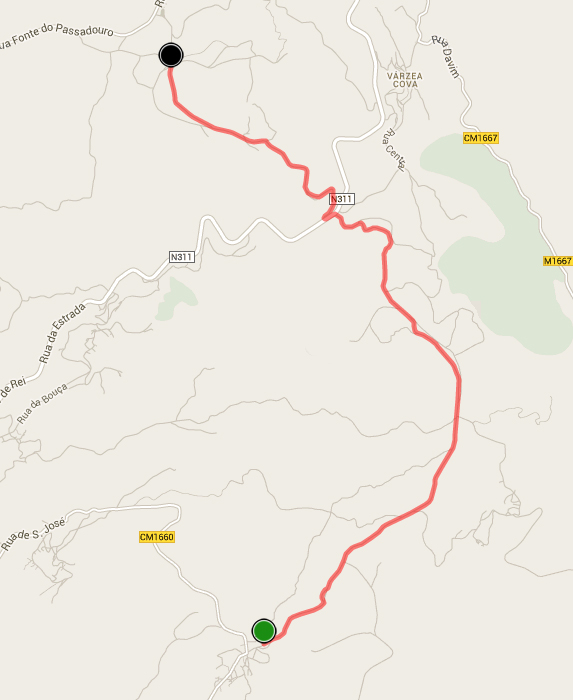
Mapa del trazado de la prueba. El punto verde en la parte inferior es la salida y el punto negro la meta.

El WRC Fafe Rally Sprint es un rallysprint que se disputa cerca de la localidad de Fafe, (Portugal) desde el año 2012. La prueba la lleva a cabo el Automóvil Club de Portugal días antes de la celebración del Rally de Portugal. Sirve como adelanto y a modo de preparación para los equipos participantes en dicha prueba y llegó a reunir, en su segundo año, a más de 100.000 espectadores.
Se disputa sobre un tramo de tierra de 6,34 km de longitud, salvo una pequeña parte que transcurre sobre asfalto. Cuenta con un importante salto en la parte intermedia y se realizan tres pasadas al mismo recorriendo un total de 19,02 km. En su primer año contó con veinticinco pilotos saliendo vencedor el noruego Petter Solberg a bordo del Ford Fiesta RS WRC. En su segunda edición, 2013, fueron veintiocho los participantes donde Dani Sordo se adjudicó la victoria con el Citroën DS3 WRC. En 2014 aumentó su lista de inscritos a treinta y tres, de nuevo mayoritariamente pilotos locales.

## Palmarés
| Año  | Piloto          | Copiloto          | Automóvil             |
| ---- | --------------- | ----------------- | --------------------- |
| 2012 | Petter Solberg  | Chris Patterson   | Ford Fiesta RS WRC    |
| 2013 | Dani Sordo      | Carlos del Barrio | Citroën DS3 WRC       |
| 2014 | Sébastien Ogier | Julien Ingrassia  | Volkswagen Polo R WRC |